# 花旗木
花旗木，又稱絨果決明、桃紅陣雨樹(Pink Shower Tree)、泰國櫻花、三月櫻。分佈於緬甸及泰國。

## 圖集

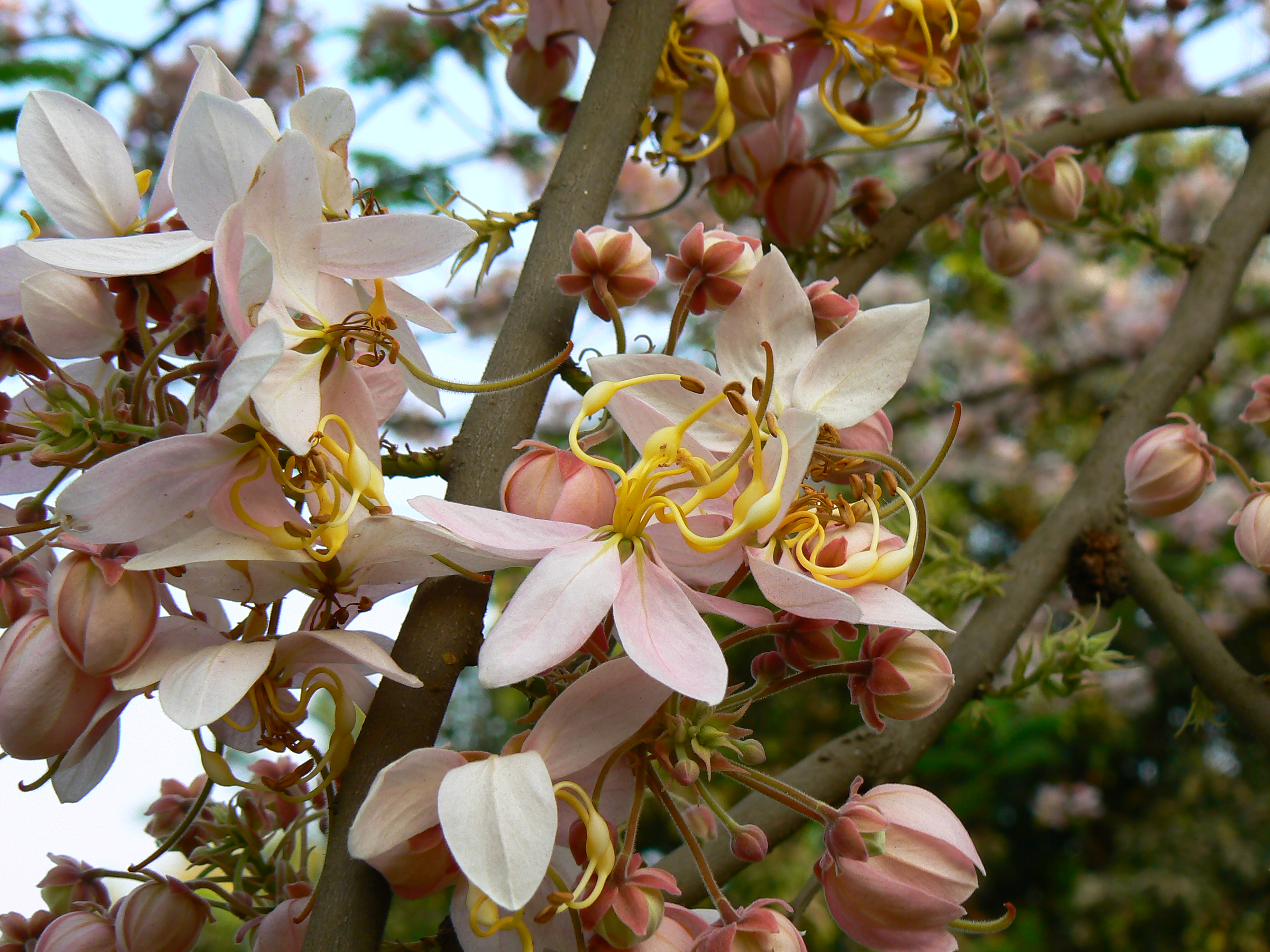
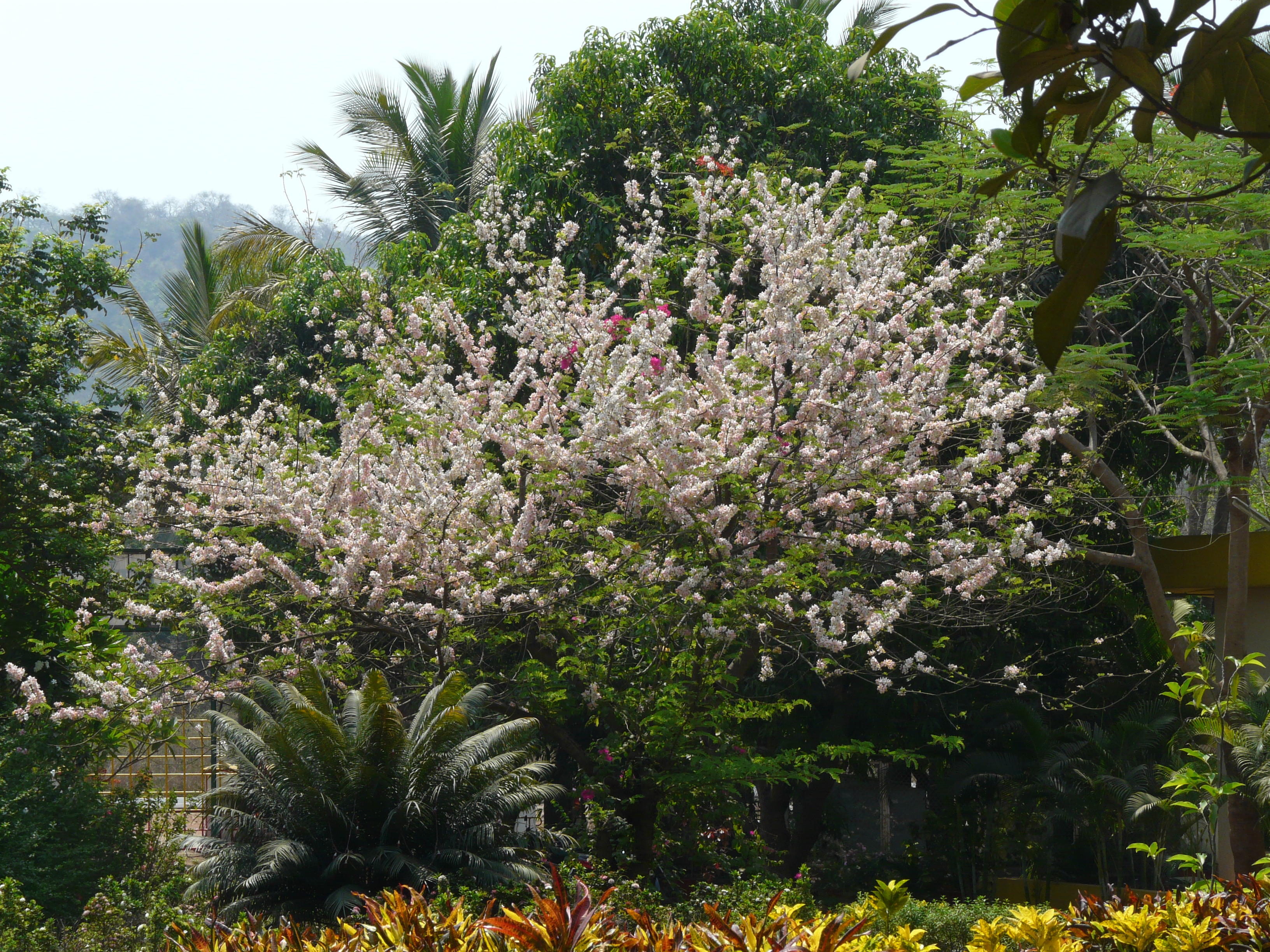
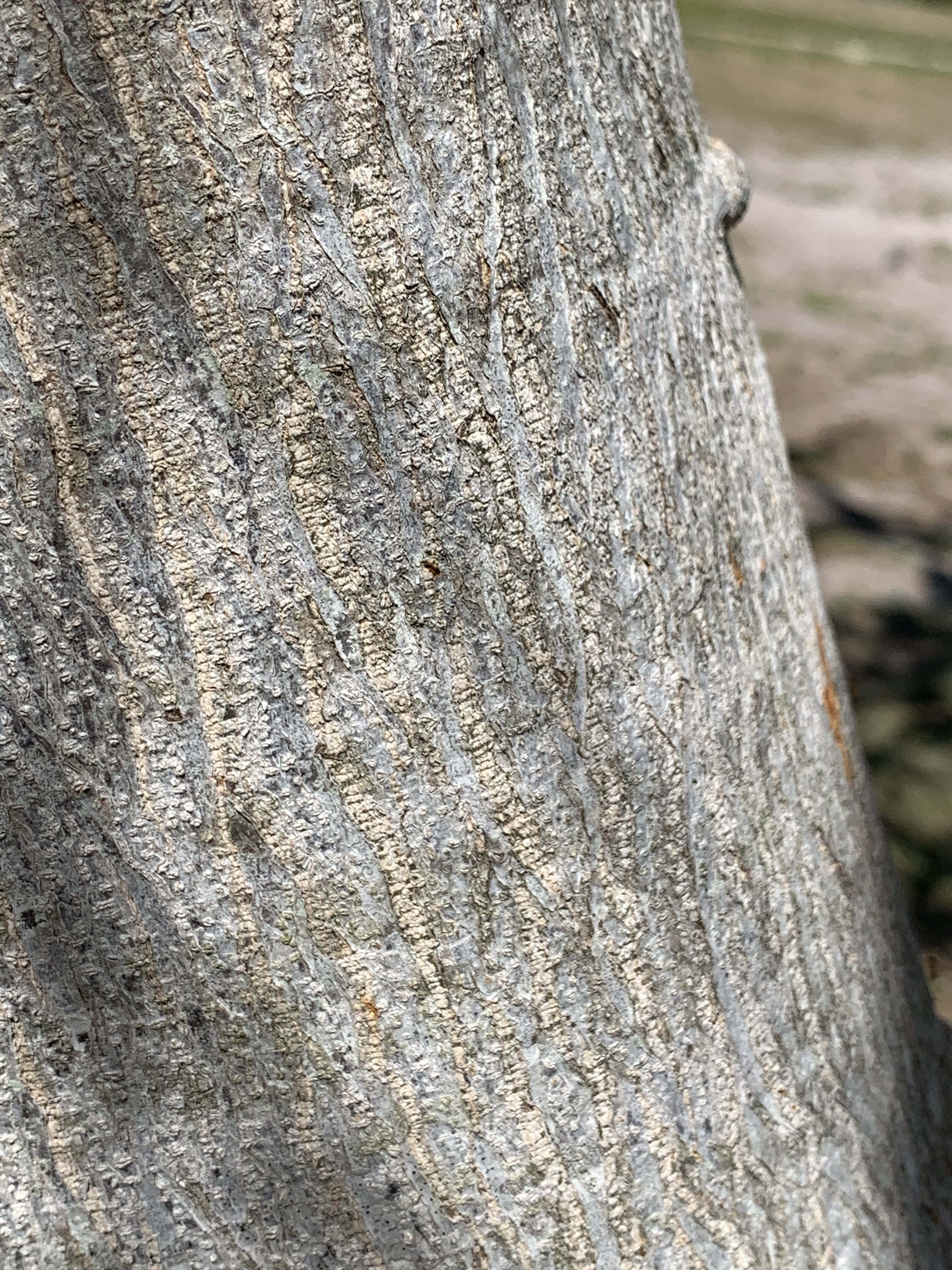
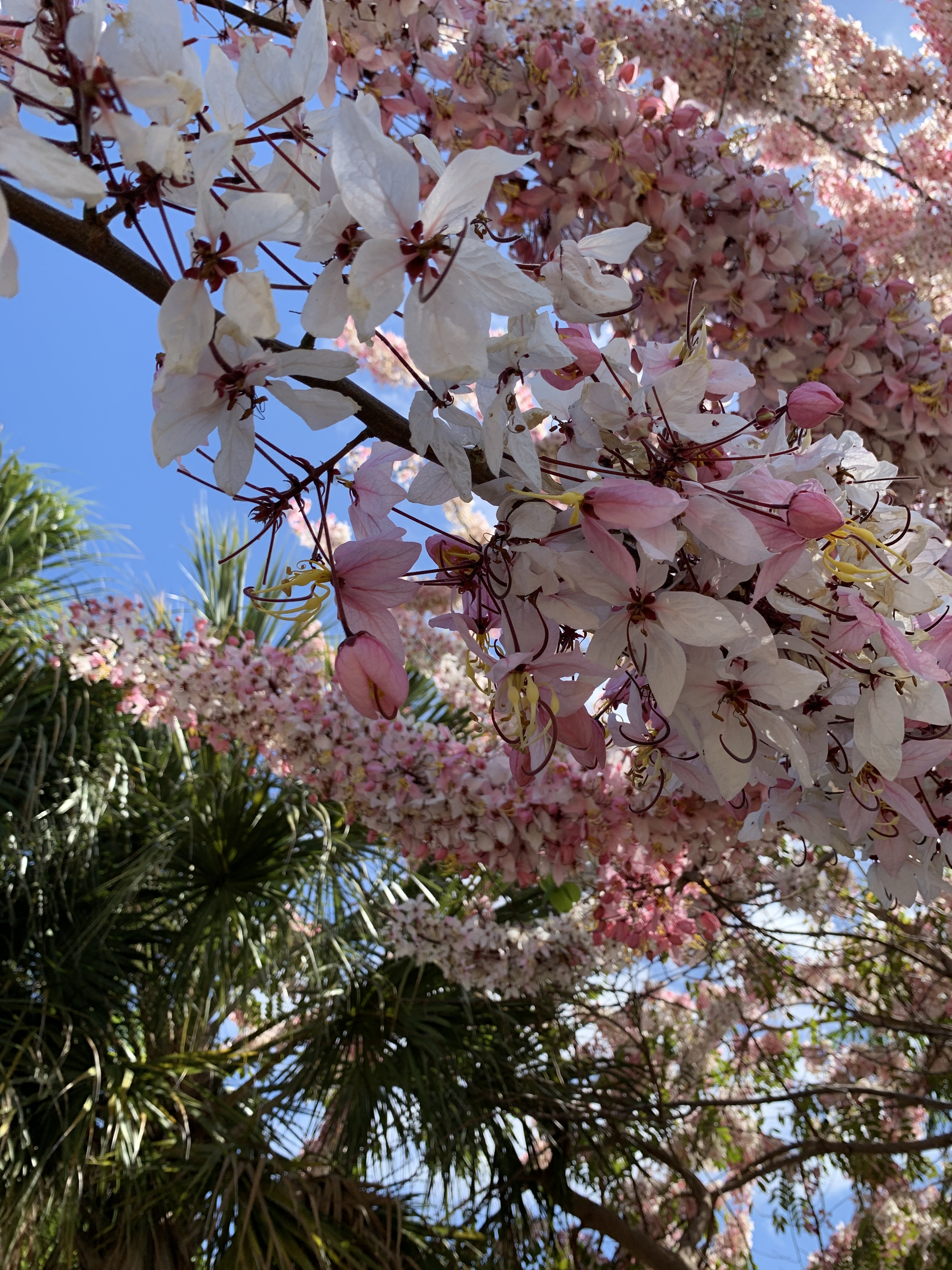
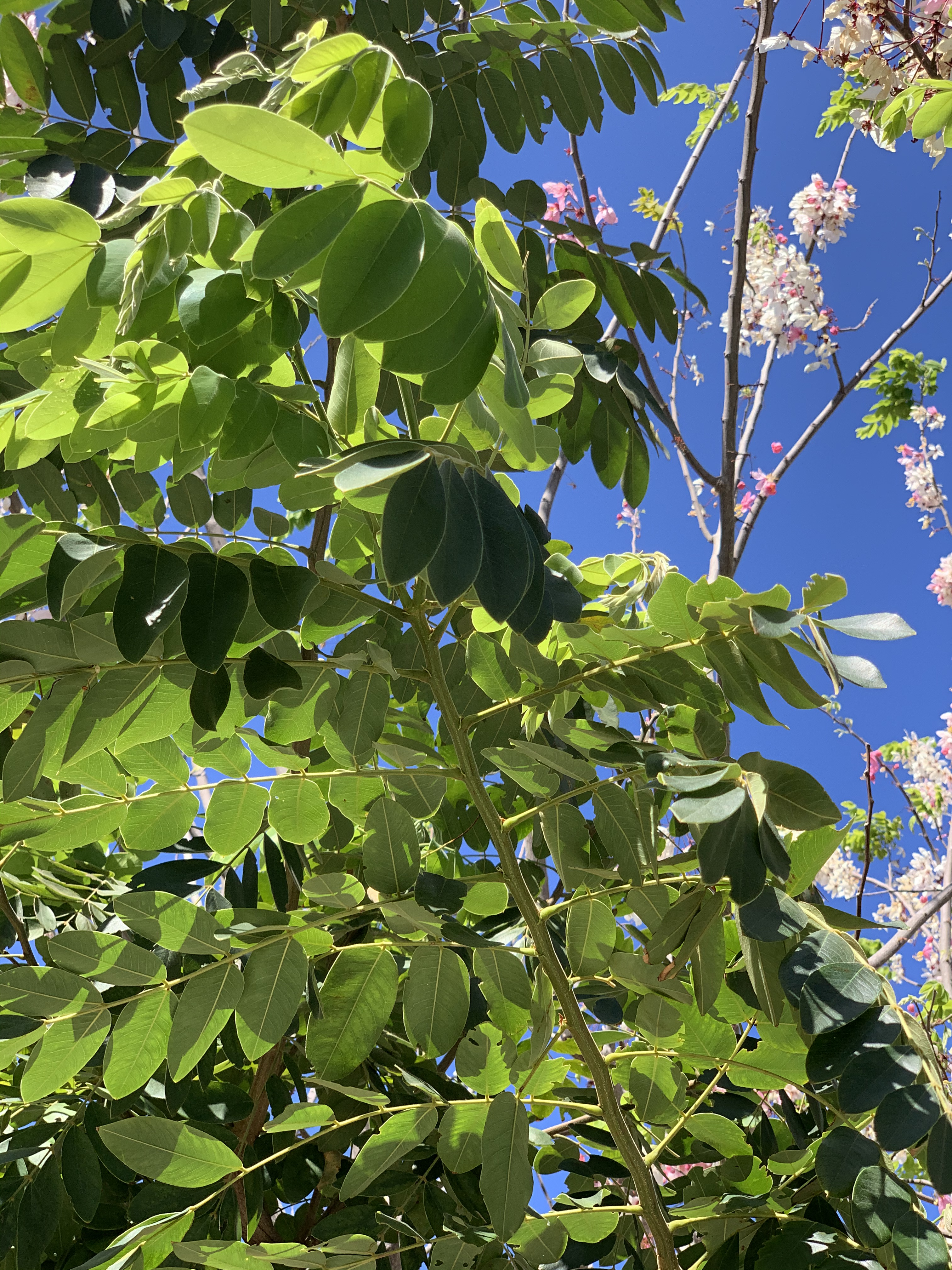
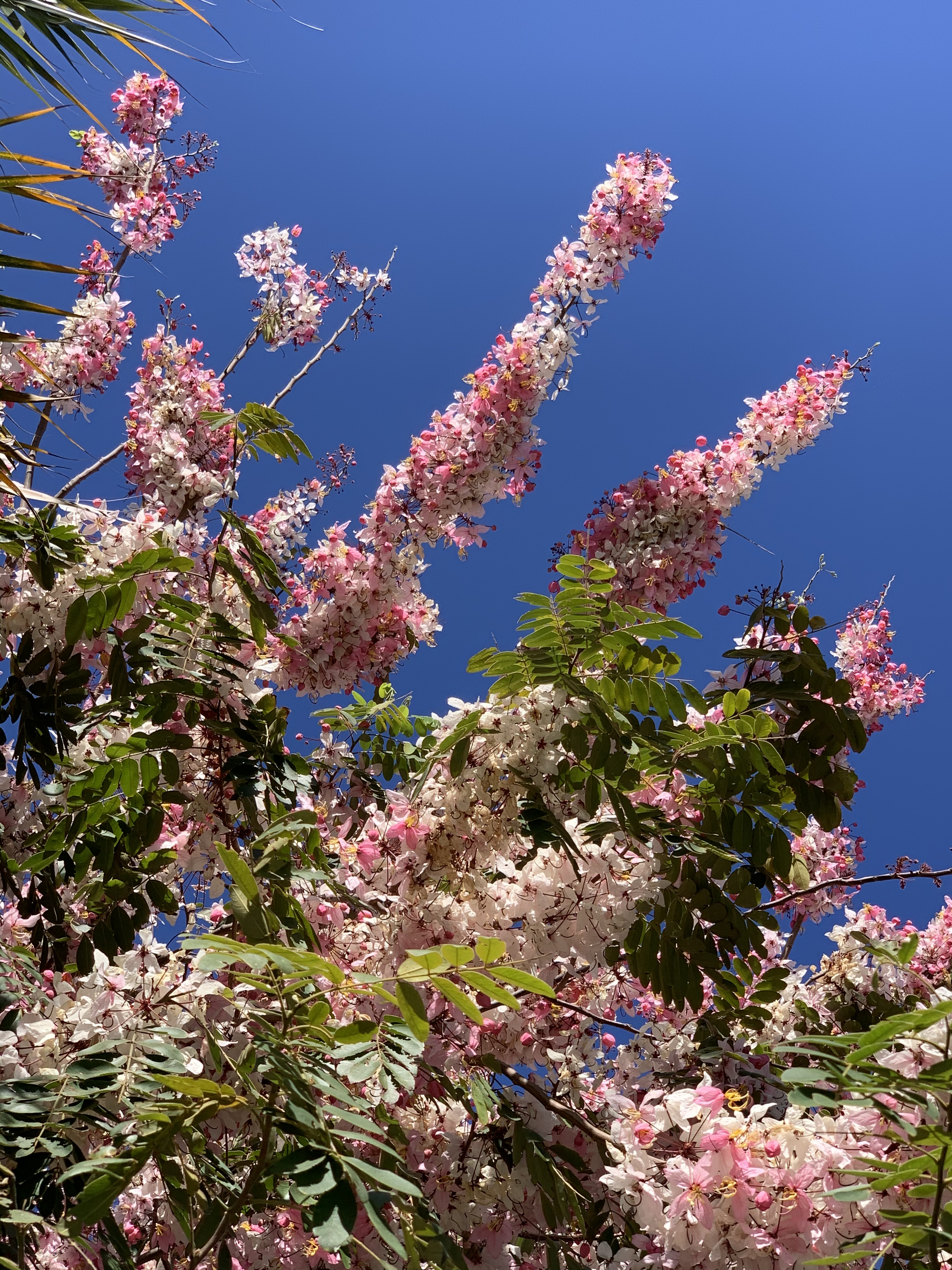
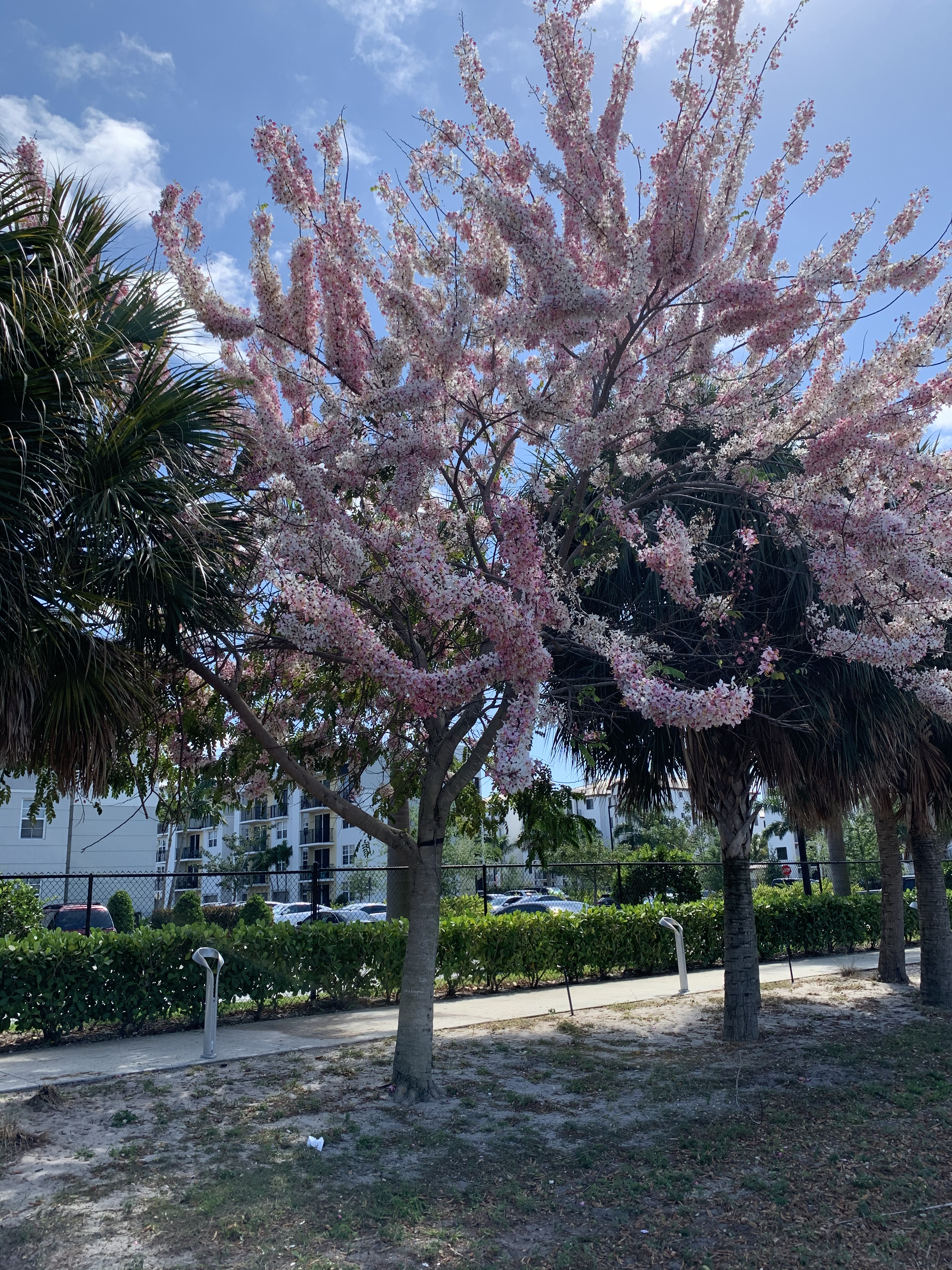
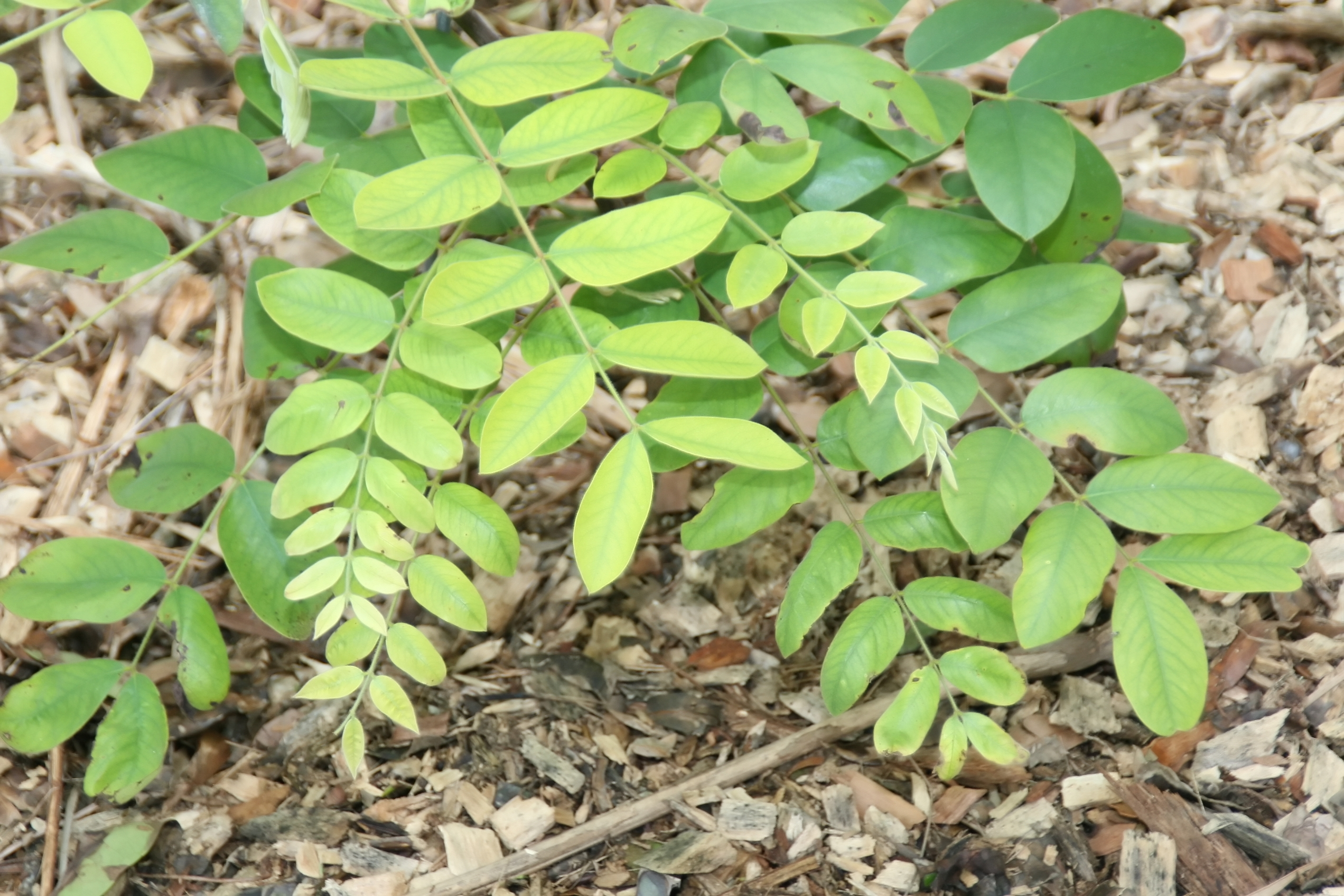
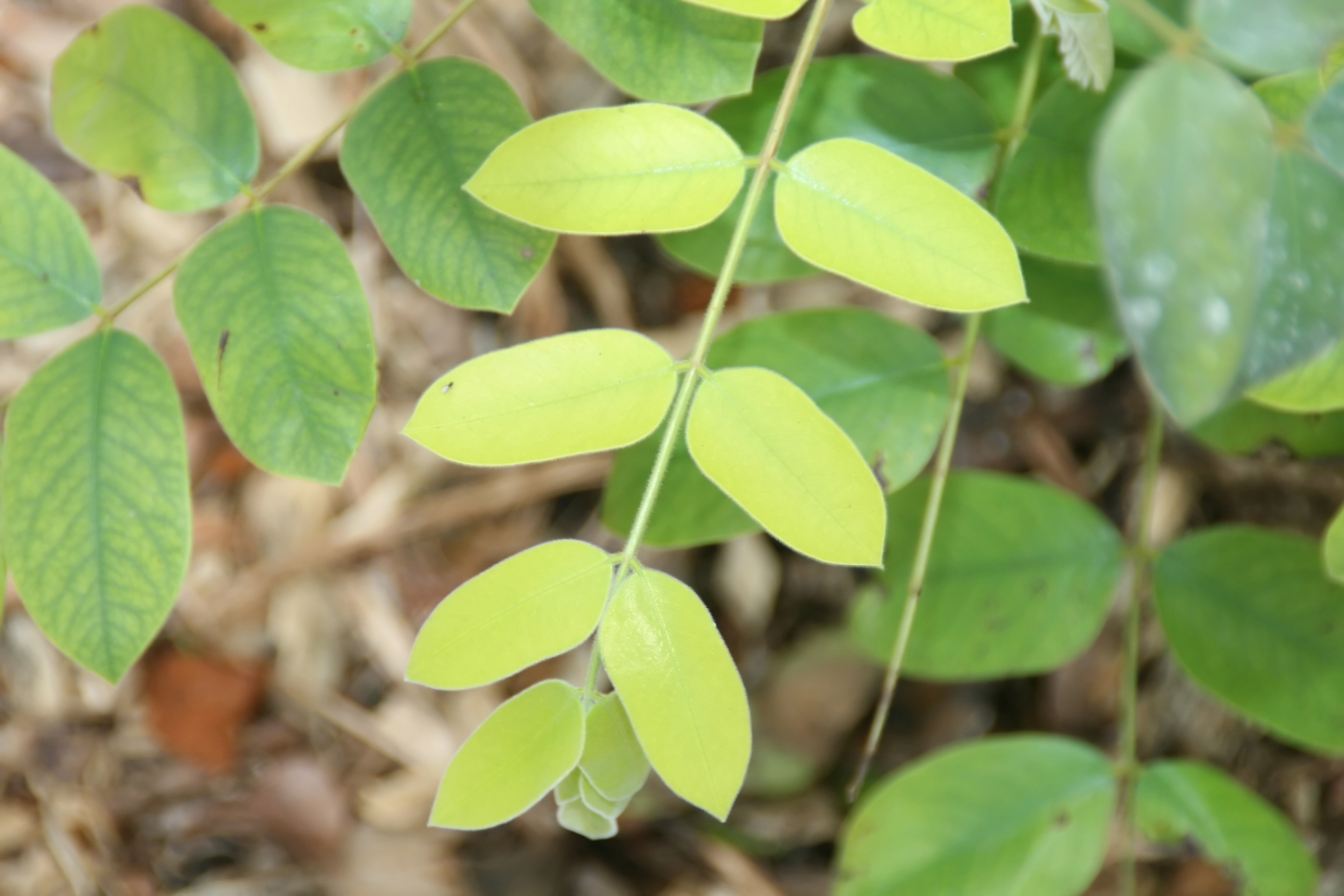